# Plateaux (Gabon)
Plateaux è un dipartimento della provincia di Haut-Ogooué, in Gabon, che ha come capoluogo Léconi.